# Kopytem sem, kopytem tam
Kopytem sem, kopytem tam é um filme de drama tchecoslovaco de 1988 dirigido e escrito por Věra Chytilová e Pavel Skapík. Foi selecionado como represente da Tchecoslováquia à edição do Oscar 1989, organizada pela Academia de Artes e Ciências Cinematográficas.

## Sinopse
Dois amigos fazem sexo casual frequentemente. Um dia eles fazem um teste sanguíneo e descobrem que um deles é seropositivo, mas não sabem quem.

## Elenco
- Tomáš Hanák - Pepe
- Milan Steindler - Grandpa
- David Vávra - Frantisek
- Tereza Kučerová - Jirina
- Bára Dlouhá - Jana
- Chantal Poullain
- Jiří Bartoška
- Josef Kobr